# ロコト
ロコト（rocotoまたはlocoto、学名Capsicum pubescens）は、ナス科トウガラシ属に属する植物。主に南米のアンデス地方で作られている唐辛子の一種である。
花は紫色。果実は丸い形状をしており、見た目は小型のピーマンのようである。熟すと赤や黄色になる。果肉は極めて辛い。種はさらに辛く、種まで食べるのはよほど辛いものが好きな人だけである（50,000–250,000スコヴィルほど）。他のトウガラシ属の植物とは異なり、種子が黒いのが特徴。種小名は「毛が生えた」という意味で、茎や葉が柔らかい毛で覆われているため。
アンデスの山間部が主な産地である。気温が18 - 20度程度で比較的乾燥している場所が生育に適している。インカ帝国よりも昔の時代（プレ・インカ）から栽培されていたとされる。日本では、長野県で栽培が試みられている。
ペルーやボリビアを中心に、中南米で様々な料理に用いられている。果肉を刻んで（時には種も）スープに入れたり、ヤホァ（サルサ）の材料にしたりする。ファルスを詰めて「ロコト・レジェノ」(rocoto relleno) という肉詰めピーマンに似た料理にすることもある。アンデスの料理を代表する味であるといえよう。生のまま用いると、独特の青臭い風味がある。風味に関してだけ言うと、生のピーマンに近い（そもそもピーマンは唐辛子を辛くないように品種改良したものである）。
ペルーやボリビアでは市場で生のまま豊富に売られているほか、粉にしたものなども売られている。生のロコトは細かく切り刻んだり、バタンと呼ばれる石臼ですり潰したりして使われる。
ロコトの綴り方であるが、一般には"rocoto"である。ボリビアとペルーの一部では"locoto"と書くことが多い。マンサノ (manzano)、カナリオ（canario、黄色く熟すタイプ）、カバジョ (caballo)、ペロン (peron) と呼ぶ地域もある。

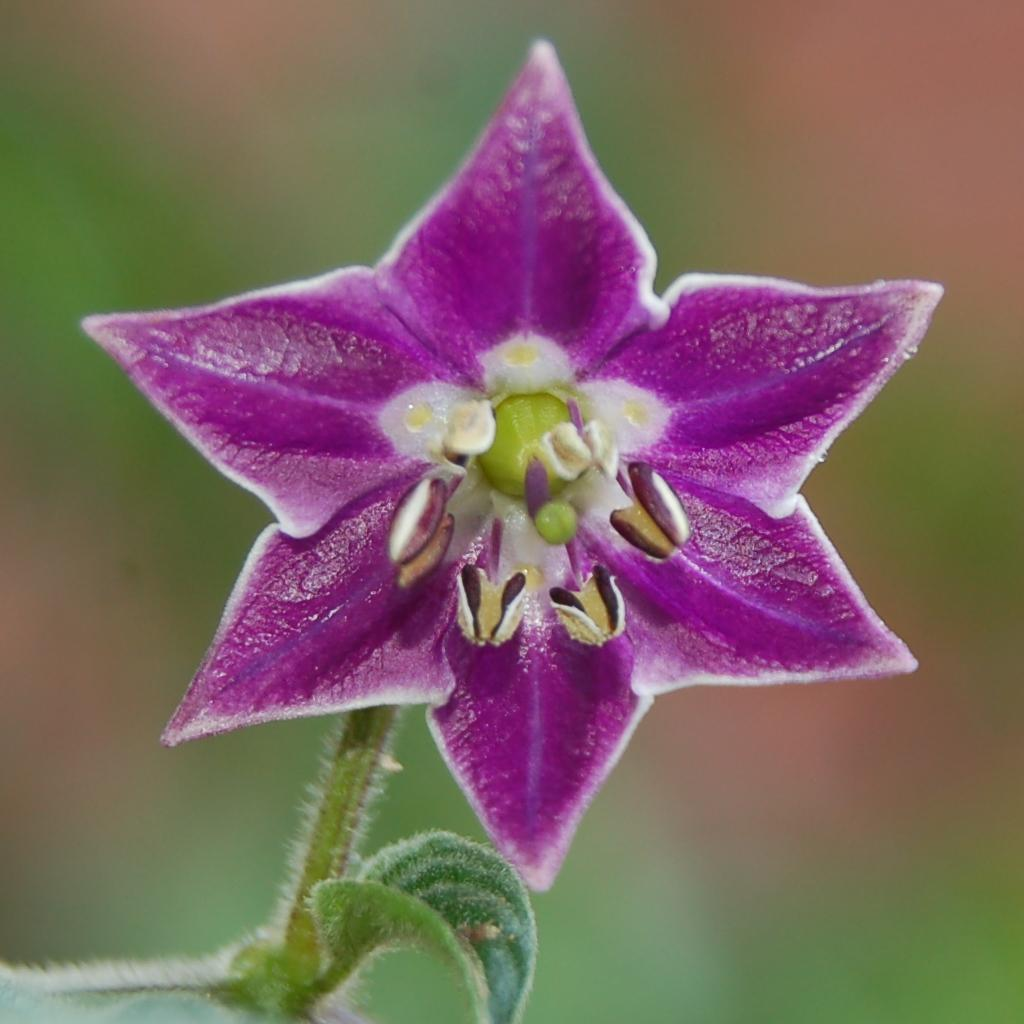
ロコトの花
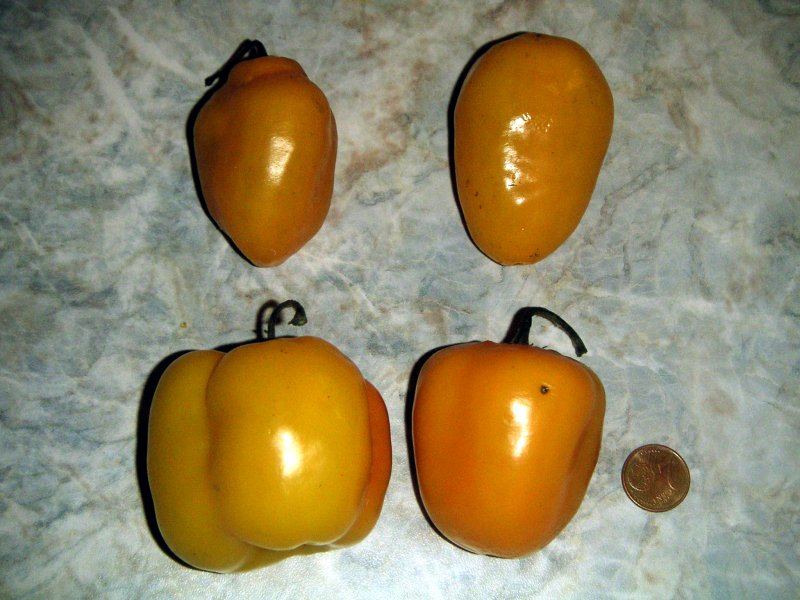
ロコトの果実
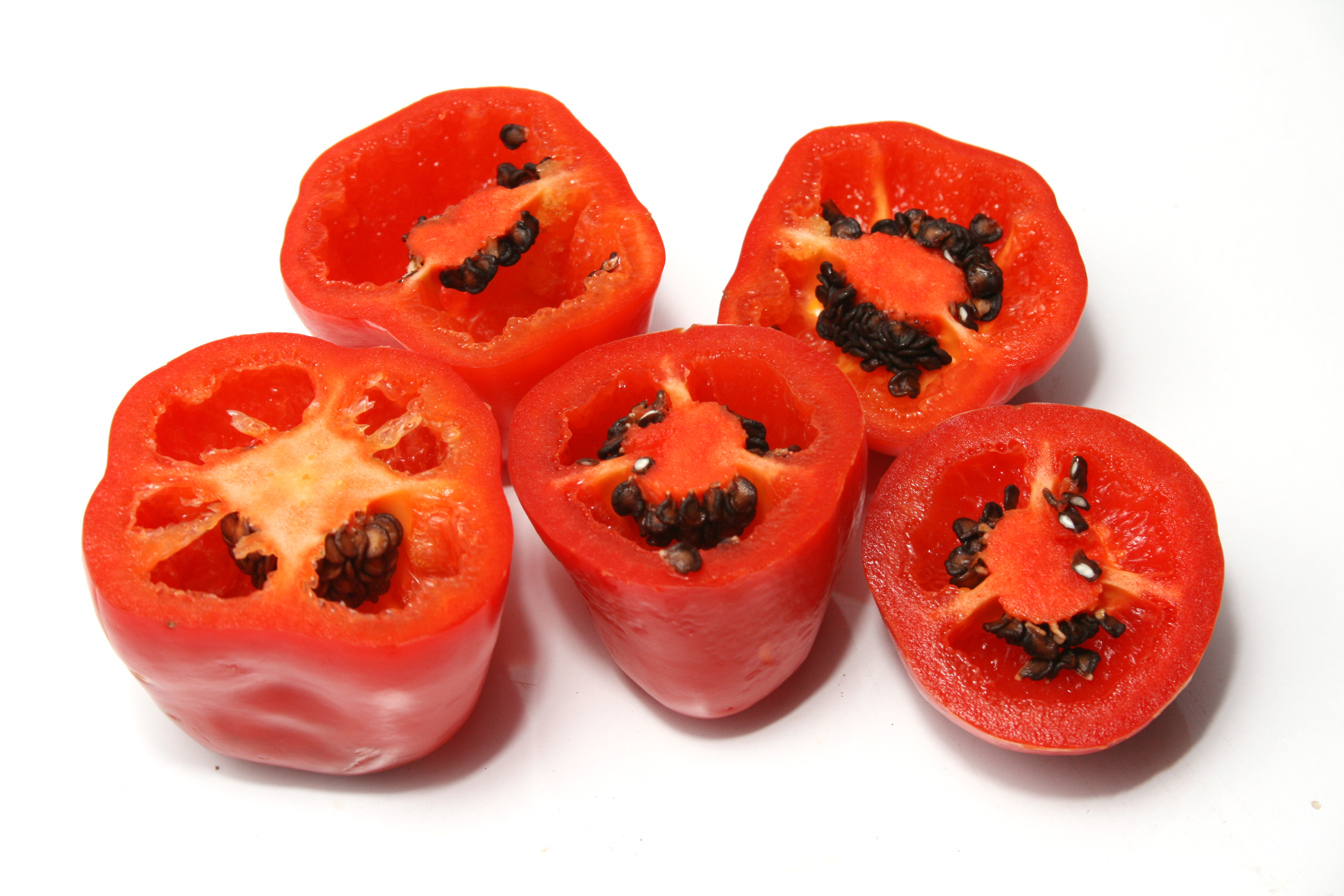
果実断面
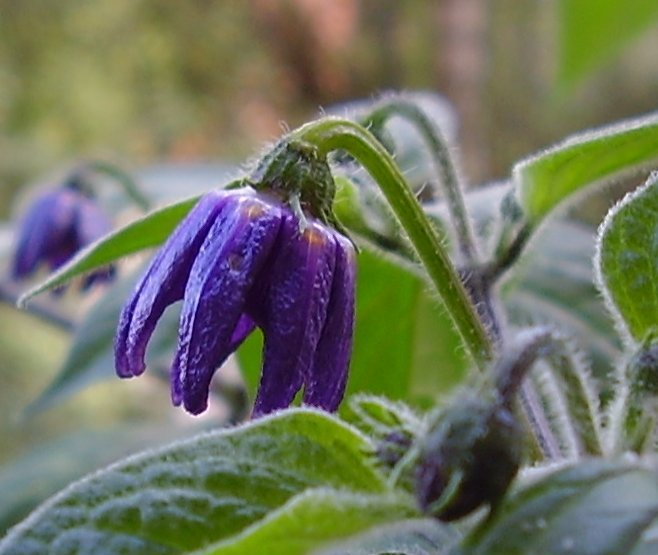
花。毛が確認できる